# Fastjet (Unternehmen)
Fastjet PLC, in Eigendarstellung auch fastjet plc, ist eine britisch-südafrikanische Holdinggesellschaft verschiedener Fluggesellschaften im Südlichen Afrika und Ostafrika. Das Unternehmen wurde 2011 gegründet und ist an der London Stock Exchange gelistet.

## Unternehmensstruktur und Markenrechte
Die Unternehmensstruktur von Fastjet gestaltet sich unübersichtlich. Fastjet Airlines bzw. fastjet ist lediglich eine Marke der tansanischen Fly540. Diese befindet sich in Besitz der Fastjet PLC. Die Markenrechte für fastjet wurden in Südafrika an Fedair und in Mosambik an Solenta Mosambik abgetreten. Solenta Mosambik ist ein Tochterunternehmen der südafrikanischen Solenta Aviation. Diese wiederum hält zudem direkt 28 Prozent der Anteile an der fastjetz plc.
Das Mutterunternehmen sowie die simbabwische Tochter sind (Stand Januar 2020) finanziell stark angeschlagen.

## Tochtergesellschaften
- Fastjet Zimbabwe, simbabwische Fluggesellschaft mit Heimatflughafen Harare (seit Oktober 2015[3])
- Fastjet South Africa, südafrikanische Fluggesellschaft, die im Aufbau begriffen ist (Stand Juli 2019)[4]

### Ehemalige
- Fastjet Airlines (IATA: FN, ICAO: FTZ); ging 2011 aus der Fly 540 Tanzania hervor und stellte ihren Betrieb als eigenständige Fluggesellschaft 2019 ein. Sie flog in Tansania und ins südliche Afrika.
- Fastjet Mozambique, mosambikanische Fluggesellschaft mit Heimatflughafen Maputo (seit November 2017[5]). Fastjet Mozambique wurde zum 26. Oktober 2019 eingestellt,[6] eine Wiederaufnahme des Betriebs ist für 2025 geplant.[7]

### Geplant
Des Weiteren plant (Stand 2015) fastjet den Aufbau von weiteren Regionalgesellschaften in Afrika:
- Fastjet Kenya mit Heimatflughafen auf dem Flughafen Jomo Kenyatta International,  Kenia (Starttermin unbekannt)
- Fastjet Nigeria mit Heimatflughafen auf dem Flughafen Lagos,  Nigeria (Starttermin unbekannt)
- Fastjet Zambia mit Heimatflughafen auf dem Flughafen Lusaka,  Sambia (Starttermin unbekannt)